# Gérard Douis
Gérard Douis, né le 29 février 1952, est un archer français.
Il est septuple champion de France de tir à l'arc, champion du monde par équipe en 1995 à Jakarta et vainqueur du Grand Prix européen individuel et par équipe en 1995 à Montélimar.
Il participe à l'épreuve de tir à l'arc aux Jeux olympiques d'été de 1984 à Los Angeles, où il termine dix-septième.